# Aplysinidae
Famille
Les Aplysinidae sont une famille de spongiaires de l'ordre des Verongiida.

## Liste des genres
Selon World Register of Marine Species (3 mai 2016) :
- genre Aiolochroia Wiedenmayer, 1977
- genre Aplysina Nardo, 1834
- genre Verongula Verrill, 1907